# Stan Hansen

John Stanley Hansen, Jr. (né le 29 août 1949 à Knox City, Texas), plus connu sous le nom de Stan Hansen est un catcheur américain. Il est principalement connu pour avoir travaillé à l'American Wrestling Association et à l'All Japan Pro Wrestling.
Joueur de football américain au sein de l'équipe de l'Université d'état de l'Ouest du Texas A&M (en), il réussit à avoir un essai au sein de l'équipe des Wheels de Detroit (en) mais le staff décide de ne pas l'engager. Il devient catcheur à partir de 1974 au sein des territoires de la National Wrestling Alliance (NWA).

## Jeunesse et carrière de joueur de football américain
Hansen fait partie de l'équipe de lutte et de football américain de son lycée au Texas. Il obtient une bourse universitaire et joue dans l'équipe de football de l'Université d'état de l'Ouest du Texas A&M (en) où il rencontre Frank Goodish ainsi que Terry et Dory Funk, Jr.. Il quitte l'université en 1973 et fait un essai avec les Wheels de Detroit (en) mais il n'entre pas dans les plans de l'entraîneur qui ne l'engage pas.

## Carrière

### Georgia Championship Wrestling/New Japan Pro Wrestling
Durant les années 1970, Hansen catche à la Georgia Championship Wrestling, où il a fait équipe avec Tommy Rich et Ole Anderson. Il a aussi catché à la prestigieuse New Japan Pro Wrestling, où il est entré en guerre face à l'icône Antonio Inoki et a fait équipe avec Hulk Hogan et Dick Murdoch. En 1990, Hansen retourne à la NJPW après 9 années d'absences, et fait alors équipe avec Riki Chōshū appelé "The Lariat Combo", et utilise comme prise de finition le lariat clothesline.

### All Japan Pro Wrestling
En 1981, Hansen part pour la All Japan Pro Wrestling. Hansen a battu Inoki et Giant Baba pour des matchs pour le titre. Il participe de 1982 à 1999 au World's Strongest Tag Team League. Il catche surtout en équipe, avec Bruiser Brody, Terry Gordy, Ted DiBiase, Genichiro Tenryu, Dan Spivey, Bobby Duncum Jr., et Big Van Vader. Hansen s'est aussi lancé dans des matchs légendaires avec André the Giant au Japon.
En 1989, Hansen apparait dans le film de la WWF No Holds Barred, avec comme star Hulk Hogan.

### World Championship Wrestling/Retour à All Japan Pro Wrestling
En 1990, Hansen catche brièvement à la World Championship Wrestling, et combat Lex Luger pour le titre United States à la NWA. Il met fin au règne de Lex Luger (523 jours), mais perd 2 mois plus tard. .

### AWA World Heavyweight Championship
Hansen catche à la American Wrestling Association de 1985-1986 et remporte le match AWA World Heavyweight Championship 29 décembre 1985, sur Rick Martel. Le 29 juin 1986, il refuse de défendre son titre face au challenger no 1 Nick Bockwinkel.

## Palmarès et accomplissements
- All Japan Pro Wrestling
  - AJPW Triple Crown Heavyweight Championship (4 fois)
  - AJPW Unified World Tag Team Championship (8 fois) - avec Terry Gordy (2), Genichiro Tenryu (3), Dan Spivey (1), Ted DiBiase (1), et Gary Albright (1)
  - NWA International Heavyweight Championship (1 fois)
  - NWA International Tag Team Championship (1 fois) - avec Ron Bass
  - NWA United National Championship (1 fois)
  - PWF World Heavyweight Championship (4 fois)
  - PWF World Tag Team Championship (4 fois) - avec Bruiser Brody (1), Ted DiBiase (2), et Austin Idol (1)
  - Champion's Carnival (1992)
  - Champion's Carnival (1993)
  - World's Strongest Tag Team League (1983) - avec Bruiser Brody
  - World's Strongest Tag Team League (1985) - avec Ted DiBiase
  - World's Strongest Tag Team League (1988) - avec Terry Gordy
  - World's Strongest Tag Team League (1989) - avec Genichiro Tenryu

- American Wrestling Association
  - AWA World Heavyweight Championship (1 fois)

- Membre du Cauliflower Alley Club (1996)

- Continental Wrestling Association
  - CWA International Heavyweight Championship (1 fois)

- Georgia Championship Wrestling
  - NWA Columbus Heavyweight Championship (1 fois)
  - NWA Georgia Heavyweight Championship (2 fois)
  - NWA Georgia Tag Team Championship (3 fois) - avec Tommy Rich (2) et Ole Anderson (1)

- Mid-Atlantic Championship Wrestling / World Championship Wrestling
  - NWA United States Heavyweight Championship (1 fois)
  - NWA World Tag Team Championship (Mid-Atlantic version) (1 fois) - avec Ole Anderson

- NWA Big Time Wrestling
  - NWA Texas Tag Team Championship (1 fois) - avec Killer Tim Brooks

- NWA Tri-State
  - NWA North American Heavyweight Championship (Tri-State version) (1 fois)
  - NWA United States Tag Team Championship (Tri-State version) (1 fois) - avec Frank Goodish

- National Wrestling Federation
  - NWF Heavyweight Championship (1 fois)

- Power Slam
  - PS 50 : 24/1994

- Pro Wrestling Illustrated
  - PWI Match of the Year (1976) vs. Bruno Sammartino le 26 avril
  - PWI Most Hated Wrestler of the Year (1976)
  - PWI ranked him # 7 of the 100 best tag teams of the "PWI Years" avec Bruiser Brody en 2003

- Wrestling Observer Newsletter awards
  - 5 Star Match (1984) avec Bruiser Brody vs. Dory et Terry Funk le 8 décembre
  - 5 Star Match (1993) vs. Kenta Kobashi le 29 juillet
  - Tag Team of the Year (1982) avec Ole Anderson
  - Best Brawler (1985, 1990)
  - Membre du Wrestling Observer Hall of Fame (1996)